# Bernhard Kraehe
Friedrich August Bernhard Kraehe (* 19. März 1832 in Torgau; † 18. Januar 1892 in Wiesbaden) war ein preußischer Generalleutnant.

## Leben

### Herkunft
Bernhard war ein Sohn des preußischen Oberstabs- und Regimentsarzt Friedrich Leberecht Kraehe (1789–1856) und dessen Ehefrau Emilie, geborene Fiedler (1796–1871).

### Militärkarriere
Nach dem Besuch des Gymnasiums in seiner Heimatstadt trat Kraehe am 18. Februar 1851 als Musketier in das 20. Infanterie-Regiment der Preußischen Armee ein und avancierte bis Anfang März 1855 zum Sekondeleutnant. Ab Ende Oktober 1859 war er als Adjutant beim I. Bataillon im 20. Landwehr-Regiment kommandiert, aus dem sich bei der Reorganisation der Armee Anfang Juli 1860 das 7. Brandenburgische Infanterie-Regiment Nr. 60 formierte. Kraehe wurde zum Adjutanten des I. Bataillons ernannt und stieg Mitte Oktober 1860 zum Premierleutnant auf. Als solcher nahm er 1864 während des Krieges gegen Dänemark an den Gefechten bei Missunde und Büffelkoppel, dem Sturm auf die Düppeler Schanzen sowie dem Übergang nach Alsen teil. Für sein Wirken wurde Kraehe mit dem Roten Adlerorden sowie dem Kronen-Orden IV. Klasse mit Schwertern ausgezeichnet.
Nachdem man ihn Ende September von seiner Adjutantenstellung entbunden hatte, wurde Kraehe am 10. Februar 1866 Hauptmann und Chef der 7. Kompanie, die er im folgenden Krieg gegen Österreich in der Schlacht bei Königgrätz führte. Bei der Mobilmachung anlässlich des Krieges gegen Frankreich trat Kraehe am 18. Juli 1870 zunächst als Kompanieführer zum Ersatz-Bataillon seines Regiments und nahm vom 12. September 1870 bis zum 18. Juni 1871 als Führer des mobilen II. Bataillons an den Belagerungen von Metz und Verdun sowie den Gefechten bei Auxonne und Dijon teil.
Nach dem Friedensschluss erhielt Kraehe für sein Wirken das Eiserne Kreuz II. Klasse und wurde unter Beförderung zum Major am 18. Juni 1874 seinem Regiment aggregiert. Mit der Ernennung zum etatmäßigen Stabsoffizier erfolgte am 7. August 1874 seine Versetzung nach Metz in das 8. Ostpreußische Infanterie-Regiment Nr. 45. Mitte Juni 1875 wurde er Kommandeur des Füsilier-Bataillons und im Juli 1877 zu einem Lehrgang an die Militärschießschule kommandiert. Als Oberstleutnant rückte Kraehe Mitte November 1883 zum etatmäßigen Stabsoffizier auf. Unter Stellung à la suite beauftragte man ihn am 24. Juni 1885 zunächst mit der Führung des Magdeburgischen Füsilier-Regiments Nr. 36 in Halle (Saale). Am 14. Juli 1885 wurde er Oberst und Regimentskommandeur. Daran schloss sich am 13. November 1888 mit der Beförderung zum Generalmajor die Versetzung nach Minden als Kommandeur der 26. Infanterie-Brigade an. Am 21. September 1871 erhielt er den Roten Adlerorden II. Klasse mit Eichenlaub und Schwertern am Ringe. Obwohl von seinem Kommandierenden General Emil von Albedyll für eine Verwendung als Divisionskommandeur vorgeschlagen, wurde Kraehe aufgrund seines Alters durch das Militärkabinett nicht für einen solchen Posten berücksichtigt. Am 16. Mai 1891 wurde er als Generalleutnant bei freier Wohnsitzwahl zu den Offizieren von der Armee versetzt und am 20. Juni 1891 in Genehmigung seines Abschiedsgesuches mit Pension zur Disposition gestellt.
Er starb wenig später am 18. Januar 1892 in Wiesbaden und wurde am 22. Januar 1892 auf dem Berliner Garnisonfriedhof beigesetzt.

### Familie
Kraehe heiratete am 16. September 1862 in Wriezen Marie Koller (1842–1939), eine Tochter des Holzgroßhändlers Johann Friedrich Koller. Das Paar hatte mehrere Kinder:
- Friedrich (1863–1924), preußischer Oberst
- Paul (1865–1930), preußischer Oberst, galt als bester Schulreiter der Armee
- Elisabeth (* 1866)
- Konrad (1868–1943), deutscher General der Infanterie
- Wilhelm (1869–1941), preußischer Oberstleutnant
- Magdalene Maria (* 1873) ⚭ Gottfried David Liepmann (1864–1928), Geheimer Justizrat[1]
- Hanna (* 1885), Ärztin[2]

⚭ 1912 (Scheidung 1920) Georg von Falkenhayn (1890–1955), Rechtsanwalt
⚭ 1921 William Freiherr von Nordenflycht (* 1886), Rechtsanwalt